# Everglade Raid
Everglade Raid (tradução: Investimento Não Tão Seguro) é o octogésimo sétimo desenho animado do Pica-Pau e o quinto de 1958. Ele conta com a primeira aparição de Zé Jacaré.
A primeira aparição do Zé Jacaré, que ainda não tinha nome. O nome "Zé Jacaré" (Gabby Gator, no original) só apareceria em episódios posteriores.

## Sinopse
O Pica-Pau decide fazer um "bico para turistas" no Pantanal, mas é vítima de várias ciladas do faminto Zé Jacaré, que quer cozinhá-lo de todas as formas.

## Personagens
- Pica-Pau[1]
- Zé Jacaré[1]